# Erythrina tholloniana
Erythrina tholloniana är en ärtväxtart som beskrevs av Henri Hua. Erythrina tholloniana ingår i släktet Erythrina och familjen ärtväxter. Inga underarter finns listade i Catalogue of Life.